# Colopalpus hibiscus
Colopalpus hibiscus is een mijtensoort uit de familie van de Teneriffiidae. De wetenschappelijke naam van de soort werd voor het eerst geldig gepubliceerd in 2021 door Xu en Zhang.